# 蜂 -BARBEE BOYS Complete Single Collection-
『蜂 -BARBEE BOYS Complete Single Collection-』（はち バービーボーイズ コンプリート・シングル・コレクション）は、日本のロックバンドであるBARBEE BOYSのコンピレーション・アルバム。2007年4月25日にSony Music DirectのGT musicレーベルから発売された。

## 背景
1984年のメジャー・デビューから1990年までに発表したシングル楽曲が収録されたコンピレーション・アルバムで、Disc 1は表題曲、Disc 2にカップリング曲が収録されている。

## 音楽性
1曲目の「わたしぢゃないの」は、1984年1月26日に四谷フォーバレー行われたライヴ音源で、ボーナス・トラックとして収録されている。メジャー・デビュー前のライヴであるため、ベースはENRIQUEではなく、安部隆雄が演奏している。

## リリース
2007年4月25日にSony Music DirectのGT musicレーベルから、CD2枚組でリリースされた。
2009年8月19日に完全生産限定盤として、Blu-spec CDにフォーマットを変更して再リリースされた。

## 収録曲
| 全作詞・作曲: いまみちともたか、全編曲: バービーボーイズ（#1除く）。 |                                                       |                  |                  |      |
| #                                                                    | タイトル                                              | 作詞             | 作曲・編曲       | 時間 |
| 1.                                                                   | 「わたしぢゃないの」(1984.01.26 四谷フォーバレーLive) | いまみちともたか | いまみちともたか | 4:08 |
| 2.                                                                   | 「暗闇でDANCE」                                       | いまみちともたか | いまみちともたか | 3:09 |
| 3.                                                                   | 「もォやだ!」                                         | いまみちともたか | いまみちともたか | 3:57 |
| 4.                                                                   | 「でも!?しょうがない」                                | いまみちともたか | いまみちともたか | 4:19 |
| 5.                                                                   | 「チャンス到来」                                      | いまみちともたか | いまみちともたか | 4:41 |
| 6.                                                                   | 「負けるもんか」                                      | いまみちともたか | いまみちともたか | 3:08 |
| 7.                                                                   | 「なんだったんだ?7DAYS」                              | いまみちともたか | いまみちともたか | 3:47 |
| 8.                                                                   | 「女ぎつねon the Run」                                | いまみちともたか | いまみちともたか | 5:03 |
| 9.                                                                   | 「泣いたままでlisten to me」                          | いまみちともたか | いまみちともたか | 4:10 |
| 10.                                                                  | 「ごめんなさい」                                      | いまみちともたか | いまみちともたか | 4:14 |
| 11.                                                                  | 「使い放題tenderness」                                | いまみちともたか | いまみちともたか | 4:06 |
| 12.                                                                  | 「目を閉じておいでよ」                                | いまみちともたか | いまみちともたか | 4:45 |
| 13.                                                                  | 「chibi」                                             | いまみちともたか | いまみちともたか | 4:09 |
| 14.                                                                  | 「三日月の憂鬱」                                      | いまみちともたか | いまみちともたか | 2:46 |
| 15.                                                                  | 「勇み足サミー」                                      | いまみちともたか | いまみちともたか | 3:42 |
| 16.                                                                  | 「ノーマジーン〜norma jean〈reprise〉」               | いまみちともたか | いまみちともたか | 5:02 |
| 17.                                                                  | 「あいまいtension」                                   | いまみちともたか | いまみちともたか | 4:17 |
| 合計時間:                                                            | 合計時間:                                             | 69:23            |                  |      |

| #         | タイトル                                                                     | 作詞                   | 作曲             | 編曲             | 時間  |
| --------- | ---------------------------------------------------------------------------- | ---------------------- | ---------------- | ---------------- | ----- |
| 1.        | 「MIDNIGHT CALL」                                                            | いまみちともたか       | いまみちともたか | バービーボーイズ | 4:07  |
| 2.        | 「Blue Blue Rose」                                                           | いまみちともたか       | いまみちともたか | バービーボーイズ | 3:12  |
| 3.        | 「プリティドール」                                                           | いまみちともたか       | いまみちともたか | バービーボーイズ | 3:31  |
| 4.        | 「瞳の奥でまばたくな」                                                       | 近藤敦                 | 近藤敦           | バービーボーイズ | 2:34  |
| 5.        | 「C'm'on Let's go!」                                                         | いまみちともたか       | いまみちともたか | バービーボーイズ | 2:50  |
| 6.        | 「翔んでみせろ」(1985.09.29 渋谷公会堂Live)                                  | いまみちともたか       | いまみちともたか |                  | 3:41  |
| 7.        | 「あいさつはいつでも」(1985.09.29 渋谷公会堂Live)                            | 近藤敦                 | 近藤敦           |                  | 3:40  |
| 8.        | 「ショート寸前」                                                             | いまみちともたか・杏子 | いまみちともたか | バービーボーイズ | 4:07  |
| 9.        | 「涙で綴るパパへの手紙」                                                     | 近藤敦                 | 近藤敦           | バービーボーイズ | 3:19  |
| 10.       | 「はちあわせのメッカ」                                                       | 杏子                   | バービーボーイズ | バービーボーイズ | 3:21  |
| 11.       | 「プリティドール (Live Version at Yoyogi)」(1988.04.05 代々木第一体育館Live) | いまみちともたか       | いまみちともたか |                  | 3:53  |
| 12.       | 「11:50」                                                                    | 近藤敦                 | 近藤敦           | バービーボーイズ | 4:28  |
| 13.       | 「ト・キ・メ・キ」                                                           | 杏子                   | エンリケ         | バービーボーイズ | 3:55  |
| 14.       | 「chibi with acoustic guitar」                                               | いまみちともたか       | いまみちともたか | バービーボーイズ | 4:01  |
| 15.       | 「静けさに」                                                                 | 杏子                   | エンリケ         | バービーボーイズ | 4:09  |
| 16.       | 「Na Na Na」                                                                 | 杏子・いまみちともたか | いまみちともたか | バービーボーイズ | 4:22  |
| 17.       | 「マイティウーマン (at 東京ベイNKホール,JUN.5th.'90)」                       | いまみちともたか       | いまみちともたか |                  | 4:07  |
| 合計時間: | 合計時間:                                                                    | 合計時間:              | 合計時間:        | 合計時間:        | 63:17 |